# Nazareth (албум)
Nazareth е дебютният албум на британската рок група Назарет, издаден през 1971 г.